# René van Oldenbarnevelt
Pour les articles homonymes, voir Barneveldt.
René van Oldenbarnevelt, en néerlandais, Reinier van Oldenbarnevelt, seigneur de Groeneveld (Reinier van Groeneveld) (vers 1588 – 29 mars 1623) est une personnalité politique des Provinces-Unies.
René est l'un des deux fils de Johan van Oldenbarnevelt, avocat puis grand-pensionnaire des Provinces-Unies, qui avait été exécuté en 1619 et tous les biens de ses enfants avait été confisqués.
Le frère de René, Guillaume, avait conçu le projet d'assassiner le stadhouder Maurice de Nassau pour venger son père avec la complicité du prédicateur remontrant Hendrick Danielsz Slatius (1585-1623), et avait communiqué son dessein à son frère qui, sans l'approuver, n'avait cependant pas voulu le dénoncer. 
Le complot ayant été découvert, Guillaume échappa au jugement pour haute trahison par la fuite, se réfugiant à Bruxelles ; René, lui, fut pris, et, quoique innocent mais convaincu de complicité financière, fut décapité à La Haye le 29 mars 1623.

## Source
Cet article comprend des extraits du Dictionnaire Bouillet. Il est possible de supprimer cette indication, si le texte reflète le savoir actuel sur ce thème, si les sources sont citées, s'il satisfait aux exigences linguistiques actuelles et s'il ne contient pas de propos qui vont à l'encontre des règles de neutralité de Wikipédia.